# Lîsivți, Zalișciîkî
Lîsivți (în ucraineană Лисівці) este o comună în raionul Zalișciîkî, regiunea Ternopil, Ucraina, formată numai din satul de reședință.

## Demografie
Componența lingvistică a comunei Lîsivți
     Ucraineană (99,85%)
     Alte limbi (0,15%)
Conform recensământului din 2001, majoritatea populației comunei Lîsivți era vorbitoare de ucraineană (99,85%), existând în minoritate și vorbitori de alte limbi.